# مبدل حلقي

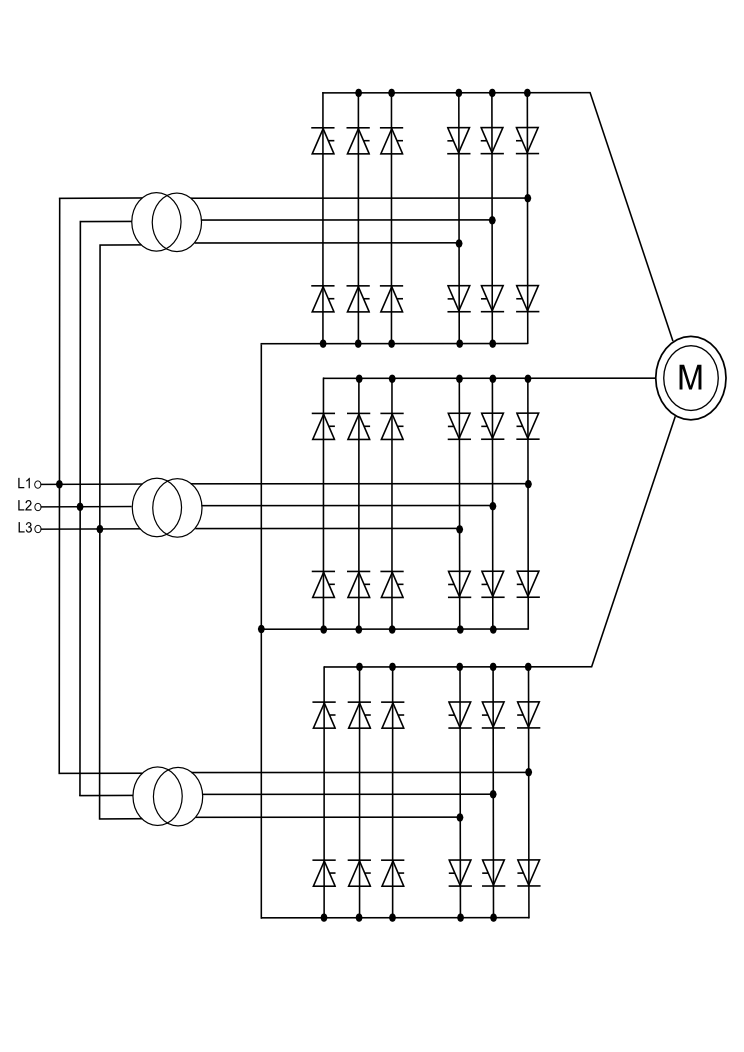
طوبولوجية الوضع المانع للمغيرات الدورية

المبدل الحلقي أو مبدل التردد يحوِّل الشكل الموجي الثابت الفولطية مستمر التردد من التيار المتردد إلى شكل موجي آخر للتيار المتردد أقل ترددًا عن طريق توليف الشكل الموجي المُخرج من قطع منبع التيار المتردد دون صلة بتيار مباشر وسطي (Dorf 1993، صفحات 2241–2243 وLander 1993، صفحة 181). هناك نوعان رئيسان للمغيرات الحلقية وهما النوع الذي يقوم بتدوير التيار أو النوع الحاصر للتيار؛ ولكن معظم المنتجات التجارية عالية القدرة من النوع الحاصر للتيار.
ففي حين يمكن استخدام أجهزة تحويل المقوم السليكوني المحكوم المقسمة إلى أطوار طوال تراوح المغير الحلقي، فإن المغير الحلقي القائم على الترياك قليل التكلفة ومنخفض القدرة يحجز أصلاً لتطبيقات الأحمال المقاومة. يتغير كل من سعة وتردد فولطية المُخرج للمغيرات. فنسبة المخرجات إلى المدخلات للمغير الحلقي ثلاثي الأطوار يجب أن تقل عن ثلث الوضع الساري للمغير الدوار أو نصف الوضع المانع للمغير الدوار.(Lander 1993, p. 188) تتحسن جودة الشكل الموجي المُخرج، لأن عدد ذبذبة جسور جهاز التحويل في التشكيل المقسم إلى أطوار تزيد من مدخل المغير الحلقي. وعلى وجه العموم، يمكن أن يكون المغير الحلقي بتشكيلات المدخل/المخرج التالية الطور 1/الطور 1 والطور 3/الطور 1 والطور3/الطور3، إلا أن أغلب التطبيقات تكون بتشكيل الطور 3/الطور 3.
يتراوح مدى تقدير القدرة التنافسية للمغير الحلقي العياري من بضع ميغاواط وحتى عشرات الميغاواط. وتستخدم المغيرات الحلقية لتشغيل معامل دلفنة الرافعات والمحركات الرئيسة للطواحين و طواحين الكرات لمعالجة الركاز وأتون الأسمنت وأنظمة الدفع البحري، والمحركات الحثية الدوارة لاستعادة الطاقة الانزلاقية(مثل دافعات شيربيس) وتوليد طاقة المحركات. واستخدم أيضًا جسر المغير الحلقي أحادي الطور في مرات عديدة في تطبيقات الجر بالقوة الكهربية لإنتاج طاقة قدرها 25 هرتز في الولايات المتحدة و16 2/3 هرتز في أوروبا.
وينتج عن تشغيل المغير الحلقي توافق تياري وفولطي على مدخلات ومخرجات المغيرات الحلقية. وتنشأ توافقيات خط التيار المتردد بما يتوافق مع مدخل المغيرات الحلقية وفق المعادلة التالية،
- f(h) = f(1)*(k*q±1)±6*n*f(o),[10]

بحيث تكون
- - f(h) = التردد التوافقي المرتكز على خط التيار المتردد
  - k وn = عدد صحيح
  - q = عدد النبضات (6، 12 . . .)
  - f(o) = تردد الخرج للمغيرات الحلقية
  - ويمثل أحد طرفي المعادلة المركبة التوافقية المغيرة لـعدد النبضات بدءًا من تشكيلة النبضات الست
  - ويشير الطرف الآخر من المعادلة إلى الذبذبات المميزة للحزمة الجانبية بما يرافق ذلك من توافقيات بينية وفرعية.

في حين أن المغيرات التي يتحكم فيها بالأطوار بما فيها المغيرات الحلقية يجري استبدالها تدريجيًا بمغيرات ذاتية التحكم تعمل بـالتماثل عرضي النبضة وتقوم على أجهزة IGBT وGTO وIGCT وغيرها من أجهزة التحويل، إلا أن المغيرات التقليدية لا تزال تستخدم في قمة مدى تقدير القدرة لهذه التطبيقات.